# شيل عيونك عني
شيل عيونك عني هو الألبوم الثاني للفنانة اللبنانية نانسي عجرم، تم إصدار الألبوم بتاريخ 1 تموز/يوليو 2001. الألبوم من إنتاج شركة EMI Music Arabia. وهي الشركة المنتجة ذاتها لألبوم «محتجالك».

## تكوين الألبوم وتركيبه
في عام 2000 اجتمع الفنان الغنائي والموسيقي اللبناني عصام زغيب مع عجرم وقرر تبني موهبتها، ووافقا على الصفقة مع النص على أن تغني فقط باللهجة اللبنانية. الألبوم بالكامل تم كتابته من قبل زغيب، وتم تلحينه من قبل وسام الأمير وسهيل الفارس، إنتاج وتوزيع المايسترو إيلي العليا.
تم تسجيل الألبوم خلال العامين 2000 و2001 في أستديو بودي نعوم في بيروت. الألبوم هو عبارة عن موسيقى شرقية لبنانية، ويتحدث عن الحب والعلاقات الرومنسية.
يضم الألبوم معانٍ تدلل على الافتخار بالذات والثقة والـ«أنا» العالية. مثلاً تضمّن عبارات مثل:
- هيك تربيت، بهالمربى شو فرحانة.. خلقانة ببيت عالأصالة ربّاني..
- ربي سبحانه كارمني ومقويني، وأكتر بكتير ما بستاهل عاطيني..
- بحب اللي عطول متفاهم هو وحالو، بالو مشغول وحبي شاغللو بالو..
- بحبي أنانية، بطبعي بدائية، الحب بقلبي جنون وإذا متلي ما بتكون، الله يعينك عليي..

## إطلاق الألبوم
تم الإعلان رسمياً عن الألبوم بتاريخ 1 تموز/يوليو 2001 في العالم العربي عبر حفل إطلاق نظمته شركة EMI واحتفلت عجرم بإصدار الألبوم بتاريخ 12 أيلول/سبتمبر. أدت حينئذ الألبوم بأكمله بالإضافة إلى أغنية للسيدة فيروز وأخرى للسيدة صباح. وخلال الحفل أعلنت الشركة عن استقرارها على أغنية «شيل عيونك عني» لتصويرها كفيديو كليب تحت إدارة المخرج «غي زحلان».

## أغنيات الألبوم
| رقم المسار    | الأغنية       | كلمات         | ألحان          | المدة |
| ------------- | ------------- | ------------- | -------------- | ----- |
| 1             | أنانية        | عصام زغيب     | وسام الأمير    | 4:32  |
| 2             | مقتنعة هيك    | عصام زغيب     | وسام الأمير    | 4:20  |
| 3             | شيل عيونك عني | عصام زغيب     | سهيل الفارس    | 5:21  |
| 4             | كان عمري عشرة | عصام زغيب     | وسام الأمير    | 4:13  |
| 5             | عم يسأل قلبي  | عصام زغيب     | سهيل الفارس    | 4:25  |
| 6             | ع اليادي      | عصام زغيب     | فولكلور لبناني | 4:34  |
| 7             | رح قلك كيف    | عصام زغيب     | سهيل الفارس    | 5:26  |
| المدة الكاملة | المدة الكاملة | المدة الكاملة | المدة الكاملة  | 33:16 |

## الأصداء
زاد الألبوم من بروز الفنانة نانسي عجرم إلى الساحة، خاصةً بعد أغنية «شيل عيونك عني» التي حققت نجاحاً كبيراً على الصعيد المحلّي في ذلك الوقت. تزامن الألبوم مع انتساب نانسي عجرم إلى نقابة الفنانين في لبنان وكانت بعمر 17 سنة، أي تحت السن القانونية، وهذا أمر استثنائي بالطبع وساهم في إلقاء الضوء على عجرم وزاد الفضول للاستماع إليها. وعلى الرغم من ذلك كان نجاح الألبوم قليلاً إذا ما قارنّاه بالألبومات التالية لعجرم.

## وصلات خارجية
- الموقع الرسمي لنانسي عجرم